# 高圓宮憲仁親王

高圓宮家的徽章

高圓宮憲仁親王（1954年12月29日—2002年11月21日），已故日本皇族，為三笠宮崇仁親王與王妃百合子所生的第三個兒子。也為昭和天皇的侄子、上皇明仁的堂弟。身位是親王，御印為柊。勳等是大勳位，學位為學習院大學法學士。高圓宮的宮號由昭和天皇所授予，原因是父親宮號三笠宮的由來三笠山（御蓋山），與同位於奈良縣奈良市的高圓山距離相近，因而命名。

## 生平
1954年（昭和29年）生於東京都品川區上大崎的三笠宮邸，是三笠宮崇仁親王和三笠宮崇仁親王妃的幼子。就讀松濤幼稚園、學習院初等科、學習院中等科、學習院高等科，高校時期參加攝影社，之後攝影也成為生活的嗜好之一。
1978年（昭和53年）自學習院大學法學部畢業後，前往加拿大的皇后大學留學，至1981年才返國。1981年至2002年於與外務省相關的國際交流基金工作。
1984年（昭和59年）4月23日，於加拿大駐日本大使館舉辦的酒會上，認識了實業家鳥取滋治郎的長女鳥取久子，5月上旬時父親崇仁親王即向鳥取久子確認是否對憲仁親王存有好感。
1984年（昭和59年）8月1日，獲得皇室會議的承認，9月17日進行納采之儀12月6日舉行結婚的相關儀式，同日也代表高圓宮家正式成立。之後，共育有三名女兒，分別是承子女王、千家典子與守谷絢子。
此外，久子妃的曾祖母和貞明皇后為表親關係，亦代表與憲仁親王為遠親關係。
雖然在皇位繼承順位上與眾皇族相比，排位相對後方，不過也因如此個性較不為拘謹，自認是「皇室的發言人」，曾上電視拉近國民與皇室的關係，或發表自身的看法，對於面對新時代的皇室貢獻良多。
另外，憲仁親王也投入於日本足球的發展當中，1987年起擔任日本足球協會的名譽總裁。由於擅長英語與西班牙語，因此對南美洲足球協會（CONMEBOL）和日本足球協會的合作提供許多幫助。在申辦2002年世界盃足球賽期間時，也不遺餘力地接待來訪的貴賓，積極奔走。
2001年（平成13年）7月，就任為社團法人日本水難救濟會的名譽總裁。2002年，世界盃足球賽正式舉辦，5月底夫妻抵達韓國進行官方訪問，並出席開幕式。
此次出訪也是二戰後首次日本皇族以官方訪問的名義前往韓國，在這之前秩父宮妃勢津子、高松宮宣仁親王與親王妃宣仁親王妃喜久子、三笠宮崇仁親王與王妃百合子、寬仁親王曾經非官方形式訪問。當屆憲仁親王共觀看了19場的賽事。
憲仁親王對足球的熱愛與投入廣為人知，被期待在壯年貴族當中能有活躍的表現。同年11月21日，於加拿大駐日本大使館正要練習壁球時，身體心室顫動引起心衰竭而倒地。
隨後，被直接送往慶應義塾大學醫院救治，但已經進入心肺停止的狀態。進行復甦術後一度具有心跳，不過至半夜狀況惡化，在得到久子妃的同意下取出人工心肺裝置，確認無生命反應後宣告逝世，享年47歲。
11月29日舉行斂葬之儀（皇族喪禮），在落合齋場進行火葬，埋葬於豐島岡墓地。喪禮動員了學習院初等科、中等科的學生。另外，因為世界盃足球賽的影響，一般民眾與足球迷也特別關注。
憲仁親王生前所擔務的眾多職位，主要由久子妃繼承，例如日本足球協會的名譽總裁一職。
此外，自憲仁親王驟逝以來，厚生勞動省和消防廳針對心室顫動採取相關對應措施。逝世兩年後，2004年開始推廣、普及自動體外心臟去顫器（AED）的使用，去顫以於緊急時刻即時治療。

## 子女
皆出生於東京都港區恩賜財團母子愛育會綜合母子保健中心愛育醫院
- 長女－承子女王，1986年3月8日生
- 次女－千家典子，1988年7月22日生，2014年10月5日與出雲大社權宮司（世襲高階神職人員）千家國麿（日语：千家国麿）結婚而脫離皇籍
- 三女－守谷絢子，1990年9月15日生，2018年10月29日與日本郵船公司職員守谷慧結婚而脫離皇籍

## 系譜
| 憲仁親王 | 父: 崇仁親王（三笠宮） | 祖父: 大正天皇 |
| 憲仁親王 | 父: 崇仁親王（三笠宮） | 祖母: 貞明皇后 |
| 憲仁親王 | 母: 百合子             | 祖父: 高木正得 |
| 憲仁親王 | 母: 百合子             | 祖母: 高木邦子 |

|  |  | (122)明治天皇 | (122)明治天皇 | (122)明治天皇 | (122)明治天皇 | (122)明治天皇 | (122)明治天皇 |  |  | (123)大正天皇 | (123)大正天皇 | (123)大正天皇 | (123)大正天皇 | (123)大正天皇 | (123)大正天皇 |  |  | (124)昭和天皇      | (124)昭和天皇      | (124)昭和天皇      | (124)昭和天皇      | (124)昭和天皇      | (124)昭和天皇      |  |  | (125)上皇（明仁）  | (125)上皇（明仁）  | (125)上皇（明仁）  | (125)上皇（明仁）  | (125)上皇（明仁）  | (125)上皇（明仁）  |  |  | (126)今上天皇（德仁）  | (126)今上天皇（德仁）  | (126)今上天皇（德仁）  | (126)今上天皇（德仁）  | (126)今上天皇（德仁）  | (126)今上天皇（德仁）  |  |  |          |          |          |          |          |          |  |  |
|  |  | (122)明治天皇 | (122)明治天皇 | (122)明治天皇 | (122)明治天皇 | (122)明治天皇 | (122)明治天皇 |  |  | (123)大正天皇 | (123)大正天皇 | (123)大正天皇 | (123)大正天皇 | (123)大正天皇 | (123)大正天皇 |  |  | (124)昭和天皇      | (124)昭和天皇      | (124)昭和天皇      | (124)昭和天皇      | (124)昭和天皇      | (124)昭和天皇      |  |  | (125)上皇（明仁）  | (125)上皇（明仁）  | (125)上皇（明仁）  | (125)上皇（明仁）  | (125)上皇（明仁）  | (125)上皇（明仁）  |  |  | (126)今上天皇（德仁）  | (126)今上天皇（德仁）  | (126)今上天皇（德仁）  | (126)今上天皇（德仁）  | (126)今上天皇（德仁）  | (126)今上天皇（德仁）  |  |  |          |          |          |          |          |          |  |  |
|  |  |               |               |               |               |               |               |  |  |               |               |               |               |               |               |  |  |                    |                    |                    |                    |                    |                    |  |  |                    |                    |                    |                    |                    |                    |  |  |                        |                        |                        |                        |                        |                        |  |  |          |          |          |          |          |          |  |  |
|  |  |               |               |               |               |               |               |  |  |               |               |               |               |               |               |  |  | （秩父宮）雍仁親王 | （秩父宮）雍仁親王 | （秩父宮）雍仁親王 | （秩父宮）雍仁親王 | （秩父宮）雍仁親王 | （秩父宮）雍仁親王 |  |  | （常陸宮）正仁親王 | （常陸宮）正仁親王 | （常陸宮）正仁親王 | （常陸宮）正仁親王 | （常陸宮）正仁親王 | （常陸宮）正仁親王 |  |  | （秋篠宮）皇嗣文仁親王 | （秋篠宮）皇嗣文仁親王 | （秋篠宮）皇嗣文仁親王 | （秋篠宮）皇嗣文仁親王 | （秋篠宮）皇嗣文仁親王 | （秋篠宮）皇嗣文仁親王 |  |  | 悠仁親王 | 悠仁親王 | 悠仁親王 | 悠仁親王 | 悠仁親王 | 悠仁親王 |  |  |
|  |  |               |               |               |               |               |               |  |  |               |               |               |               |               |               |  |  | （秩父宮）雍仁親王 | （秩父宮）雍仁親王 | （秩父宮）雍仁親王 | （秩父宮）雍仁親王 | （秩父宮）雍仁親王 | （秩父宮）雍仁親王 |  |  | （常陸宮）正仁親王 | （常陸宮）正仁親王 | （常陸宮）正仁親王 | （常陸宮）正仁親王 | （常陸宮）正仁親王 | （常陸宮）正仁親王 |  |  | （秋篠宮）皇嗣文仁親王 | （秋篠宮）皇嗣文仁親王 | （秋篠宮）皇嗣文仁親王 | （秋篠宮）皇嗣文仁親王 | （秋篠宮）皇嗣文仁親王 | （秋篠宮）皇嗣文仁親王 |  |  | 悠仁親王 | 悠仁親王 | 悠仁親王 | 悠仁親王 | 悠仁親王 | 悠仁親王 |  |  |
|  |  |               |               |               |               |               |               |  |  |               |               |               |               |               |               |  |  |                    |                    |                    |                    |                    |                    |  |  |                    |                    |                    |                    |                    |                    |  |  |                        |                        |                        |                        |                        |                        |  |  |          |          |          |          |          |          |  |  |
|  |  |               |               |               |               |               |               |  |  |               |               |               |               |               |               |  |  | （高松宮）宣仁親王 | （高松宮）宣仁親王 | （高松宮）宣仁親王 | （高松宮）宣仁親王 | （高松宮）宣仁親王 | （高松宮）宣仁親王 |  |  | 寬仁親王           | 寬仁親王           | 寬仁親王           | 寬仁親王           | 寬仁親王           | 寬仁親王           |  |  |                        |                        |                        |                        |                        |                        |  |  |          |          |          |          |          |          |  |  |
|  |  |               |               |               |               |               |               |  |  |               |               |               |               |               |               |  |  | （高松宮）宣仁親王 | （高松宮）宣仁親王 | （高松宮）宣仁親王 | （高松宮）宣仁親王 | （高松宮）宣仁親王 | （高松宮）宣仁親王 |  |  | 寬仁親王           | 寬仁親王           | 寬仁親王           | 寬仁親王           | 寬仁親王           | 寬仁親王           |  |  |                        |                        |                        |                        |                        |                        |  |  |          |          |          |          |          |          |  |  |
|  |  |               |               |               |               |               |               |  |  |               |               |               |               |               |               |  |  |                    |                    |                    |                    |                    |                    |  |  |                    |                    |                    |                    |                    |                    |  |  |                        |                        |                        |                        |                        |                        |  |  |          |          |          |          |          |          |  |  |
|  |  |               |               |               |               |               |               |  |  |               |               |               |               |               |               |  |  | （三笠宮）崇仁親王 | （三笠宮）崇仁親王 | （三笠宮）崇仁親王 | （三笠宮）崇仁親王 | （三笠宮）崇仁親王 | （三笠宮）崇仁親王 |  |  | （桂宮）宜仁親王   | （桂宮）宜仁親王   | （桂宮）宜仁親王   | （桂宮）宜仁親王   | （桂宮）宜仁親王   | （桂宮）宜仁親王   |  |  |                        |                        |                        |                        |                        |                        |  |  |          |          |          |          |          |          |  |  |
|  |  |               |               |               |               |               |               |  |  |               |               |               |               |               |               |  |  | （三笠宮）崇仁親王 | （三笠宮）崇仁親王 | （三笠宮）崇仁親王 | （三笠宮）崇仁親王 | （三笠宮）崇仁親王 | （三笠宮）崇仁親王 |  |  | （桂宮）宜仁親王   | （桂宮）宜仁親王   | （桂宮）宜仁親王   | （桂宮）宜仁親王   | （桂宮）宜仁親王   | （桂宮）宜仁親王   |  |  |                        |                        |                        |                        |                        |                        |  |  |          |          |          |          |          |          |  |  |
|  |  |               |               |               |               |               |               |  |  |               |               |               |               |               |               |  |  |                    |                    |                    |                    |                    |                    |  |  |                    |                    |                    |                    |                    |                    |  |  |                        |                        |                        |                        |                        |                        |  |  |          |          |          |          |          |          |  |  |
|  |  |               |               |               |               |               |               |  |  |               |               |               |               |               |               |  |  |                    |                    |                    |                    |                    |                    |  |  | （高圓宮）憲仁親王 |                    |                    |                    |                    |                    |  |  |                        |                        |                        |                        |                        |                        |  |  |          |          |          |          |          |          |  |  |
|  |  |               |               |               |               |               |               |  |  |               |               |               |               |               |               |  |  |                    |                    |                    |                    |                    |                    |  |  |                    |                    |                    |                    |                    |                    |  |  |                        |                        |                        |                        |                        |                        |  |  |          |          |          |          |          |          |  |  |

## 人物
- 除了體育之外，對芭蕾舞等相關造詣也有一定的深度，曾著和芭蕾舞者森下洋子（日语：森下洋子）的對談集「謝幕的此端」（日语：カーテンコールのこちら側）。
- 攝影是興趣之一，此外還包括蒐集根付、社交舞等，
- 昭和天皇在世時，對於只相差5歲的浩宮德仁親王有如兄長的存在[5]。另外，1987年在浩宮德仁親王和小和田雅子尚未結婚時，憲仁親王就曾邀請他們至自邸作客，可知交情深厚。過世前皇太子夫妻依然會至高圓宮邸拜訪，於結婚後仍有交情。
- 盡力於振興體育和國際交流中，特別在足球方面，但對小型比賽也未忽視，自己組織足球隊「王子高圓Eleven」（日语：プリンス高円イレブン），每年都會參加比賽[6]。在網路上又被稱為「足球宅殿下」（日语：サカヲタ殿下）及「踢球殿下」（日语：玉蹴り殿下）的親近暱稱。

## 軼事
- 於皇族中少見地擔任國際交流基金的職員，與其他一般職員一同工作。
- 在國際交流基金事務局被暱稱為「小憲」（日语：のりちゃん）。
- 在國際交流基金工作時，有天接到習慣以高壓態度對人的鈴木宗男打來的電話。鈴木報上「我是國會議員的鈴木」，發覺對方沒有改用尊敬的態度應對他，發怒大罵：「你不認識我嗎？你這傢伙給我報上名來！」憲仁親王淡淡地回應：「我名叫高圓宮憲仁親王。」之後鈴木發現自己犯下侮辱皇族的大錯，透過第三人傳話想對憲仁親王道歉謝罪，直接遭到拒絕。
- 於朝日電視台的節目NEWS STATION中登場，是首位在現場直播電視節目出場的日本皇族。主持人久米宏問到「為何答應上電視節目？」時，以「今天是什麼都可以說的日子（4月1日為愚人節），所以覺得肯定可以出場。」回答。
- 小時候喜歡收看由岡野俊一郎解説的每週足球情報節目「三菱鑽石・足球」。中學時，每天必定花一小時踢足球。

### 特別發言
- 很簡單，「Will you marry me?」。（日语：ごく簡単に、『Will you marry me?』と…。）」（1984年、在發表婚約後的記者會上被問及「如何被求婚？」時的回答）
- 很簡單，「Yes」。（日语：ごく簡単に、『Yes』と…。）（相同問題久子妃的回答）
- 高圓寺(Koen-ji)常被念錯成「Takamado-dera」，害我嚇一跳以為那是我們家的產業。（日语：よく高円寺を『たかまどでら』と呼んでしまい、ドキッとする。）（演講會上的發言）

## 荣誉

### 日本勋章奖章
- 大勋位菊花大绶章（1974年12月29日）

### 外国勋章奖章
- 意大利共和国功绩大十字骑士勋章（意大利语：Ordine al merito della Repubblica Italiana）（意大利，1982年3月9日公布[7]）：意大利总统佩尔蒂尼于1982年3月9日至15日对日本进行国事访问[8]。
- 恩里克王子大十字勋章（葡萄牙语：Ordem do Infante D. Henrique）（葡萄牙，1993年12月2日公布[9]）
- 金质格陵兰贡献奖章（丹麦语：Nersornaat）（丹麦属格陵兰，1996年9月14日[10]）

## 高圓宮冠名的項目

### 體育
- 高圓宮盃日本足協18歲以下足球聯賽
- 高圓宮盃日本足協全日本15歲以下足球錦標賽
- 高圓宮杯曲棍球日本聯賽（日语：ホッケー日本リーグ）
- 高圓宮賜杯全日本學童軟式野球大會（日语：高円宮賜杯全日本学童軟式野球大会）（麥當勞錦標賽，1997年的第17回大會下賜高圓宮盃的名稱）
- 高圓宮牌擊劍世界盃

### 其他
- 高圓宮紀念壁球大學留學獎學金
- 加拿大大使館高圓宮紀念迴廊
- 高圓宮杯全日本中學校英語辯論大會（日语：高円宮杯全日本中学校英語弁論大会）

## 著作及蒐集
- 「カーテンコールのこちら側 高円宮憲仁親王対談集」（流行通信社、1991年） ISBN 4-947551-82-8
- 「創造のプロファイル 高円宮憲仁親王対談集2」（流行通信社、1992年） ISBN 4-947551-81-X
- 「オーロラが消えぬ間に」（讀賣新聞社、2001年） ISBN 4-643-01011-8
- 「素顔の一瞬」（中央公論新社、2002年） ISBN 4-12-003319-8
- 「現代根付 増補版－高円宮コレクション」（白鳥舍、2003年） ISBN 4-939046-06-0
- 「高円宮妃久子 編『根付 高円宮コレクションII（」思文閣出版、2006年） ISBN 4-7842-1273-6

## 傳記
- 高円宮殿下伝記刊行委員会 編「高円宮憲仁親王」（讀賣新聞社、2005年） ISBN 4-12-003626-X